# Aquileia
Aquileia är en ort och kommun i regionen Friuli-Venezia Giulia i nordöstra Italien nära Adriatiska havet som anlades 181 f.Kr..  Kommunen tillhörde tidigare även provinsen Udine som upphörde 2018.
Aquileia var under romersk kejsartid en viktig fästning och handelsstad och blev i början av 300-talet ett centrum för kristendomen. Attila förstörde staden 452. Den återuppbyggdes och var under åren 554-1751 säte för en patriark, Patriarken av Aquileia som sedan flyttade till Venedig.
1998 sattes det arkeologiska området och basilikan upp på Unescos världsarvslista.